# Resolutie 1805 Veiligheidsraad Verenigde Naties
Resolutie 1805 van de Veiligheidsraad van de Verenigde Naties werd op 20 maart 2008 unaniem aangenomen door de VN-Veiligheidsraad en verlengde het Uitvoerend Directoraat van het Antiterrorismecomité van de Veiligheidsraad tot eind 2010.

## Inhoud

### Waarnemingen
Terrorisme bleef een van de grootste bedreigingen voor de internationale vrede en -veiligheid. Met resolutie 1373 was het Antiterrorismecomité opgericht, dat met resolutie 1535 was hervormd met een Uitvoerend Directoraat (CTED). Die adviseerde het comité over de uitvoering van de resoluties 1373 en 1624.

### Handelingen
De Veiligheidsraad besliste dat het CTED zou blijven werken als speciale politieke missie tot 31 december 2010. Tegen 30 juni 2009 zou het werk van de CTED geëvalueerd worden. CTED moest haar samenwerking met internationale organisaties nog verbeteren om hun lidstaten beter in staat te stellen om resolutie 1373 uit te voeren.

## Verwante resoluties
- Resolutie 1735 Veiligheidsraad Verenigde Naties (2006)
- Resolutie 1787 Veiligheidsraad Verenigde Naties (2007)
- Resolutie 1822 Veiligheidsraad Verenigde Naties
- Resolutie 1904 Veiligheidsraad Verenigde Naties (2009)

Lijst ·  1795 ·  1796 ·  1797 ·  1798 ·  1799 ·  1800 ·  1801 ·  1802 ·  1803 ·  1804 ·  1805 ·  1806 ·  1807 ·  1808 ·  1809 ·  1810 ·  1811 ·  1812 ·  1813 ·  1814 ·  1815 ·  1816 ·  1817 ·  1818 ·  1819 ·  1820 ·  1821 ·  1822 ·  1823 ·  1824 ·  1825 ·  1826 ·  1827 ·  1828 ·  1829 ·  1830 ·  1831 ·  1832 ·  1833 ·  1834 ·  1835 ·  1836 ·  1837 ·  1838 ·  1839 ·  1840 ·  1841 ·  1842 ·  1843 ·  1844 ·  1845 ·  1846 ·  1847 ·  1848 ·  1849 ·  1850 ·  1851 ·  1852 ·  1853 ·  1854 ·  1855 ·  1856 ·  1857 ·  1858 ·  1859